# ケンドラ・レイノルズ
ケンドラ・レイノルズ（Kendra Reynolds、1993年1月25日 - ）は、ニュージーランドの女子ラグビー選手。

## プロフィール
- ニュージーランド出身[1]。
- ポジションはフランカー(FL)。
- 身長 163cm、体重 77kg
- 女子ニュージーランド代表キャップは5（2022年11月現在）。

## 略歴
2022年、ラグビーワールドカップ2021の女子ニュージーランド代表に選ばれて、ブラックファーンズ2大会連続優勝に貢献。